# Charlotte de Lusignan
Charlotte de Lusignan sau Charlotte a Ciprului (în italiană Carlotta di Cipro; n. 28 iunie 1444, Nicosia, Cipru – d. 16 iulie 1487, Roma, Statele Papale), aparținând Casei de Lusignan, a fost regină a Ciprului din 1458 până în 1464.
Fiind ultima moștenitoare legitimă a Casei de Lusignan, Charlotte a urcat pe tronul Ciprului în 1458 la vârsta de 14 ani după moartea tatălui ei. Fratele ei vitreg, Iacob al II-lea (provenit dintr-o legătură nelegitimă a tatălui ei), susținut de egipteni, a forțat-o să părăsească insula în 1463, Charlotte fiind destituită în anul următor.

## Biografie

### Copilăria

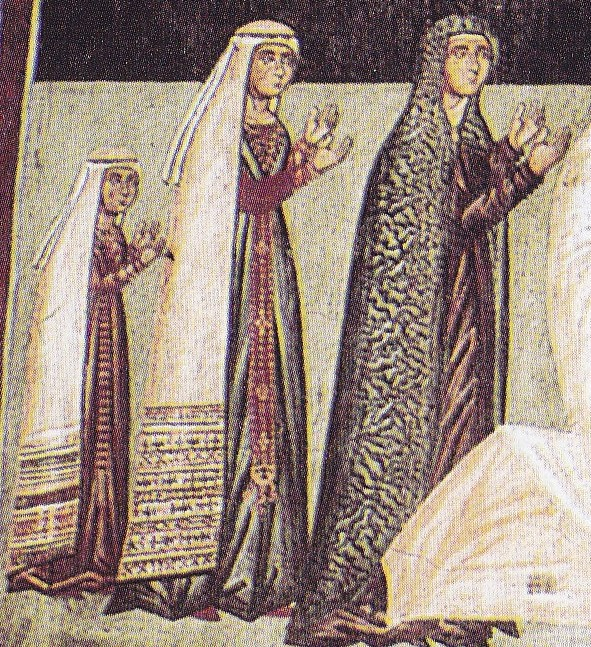
Charlotte (stânga) împreună cu mama ei, Elena Paleologa, și sora ei, Cleopha de Cipru

Conform cronicilor Les familles d'outre-mer și Chroniques d'Amadi et de Strambaldi, Charlotte a fost fiica cea mare a regelui Ciprului și Ierusalimului, pretendent la tronul armean al Ciliciei, Ioan al II-lea de Lusignan (1416–1458) și a celei de-a doua soții a sa, Elena Paleologa (1428–1458), singura fiică a despotului Moreei, Teodor al II-lea Paleologul, și a soției sale, Cleofe Malatesta din Pesaro.
Conform cronicilor menționate, Ioan al II-lea de Lusignan a fost fiul cel mare al regelui Ciprului și Ierusalimului, pretendent la tronul armean al Ciliciei, Ianus de Lusignan (1375–1432) și al soției sale, Charlotte de Bourbon (1388–1422). Istoricul francez Pierre de Guibours în Histoire généalogique et chronologique de la maison royale de France, susține că Charlotte de Bourbon era o fiică a contelui Ioan de Bourbon-La Marche, și a contesei Caterina de Vendôme.

### Prima căsătorie

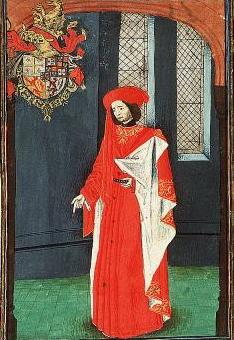
Ioan de Coimbra înfățișat cu însemnele Ordinului Lână de Aur

În 1456 Charlotte s-a căsătorit cu Ioan de Portugalia (1431–1457), al doilea fiu al ducelui de Coimbra și regent al Portugaliei, Petru de Aviz (fiul regelui Ioan I al Portugaliei și al soției sale, Filipa de Lancaster), și al Isabellei de Urgell (1409–1443). Ioan a primit titlul de principe titular de Antiohia, dar în 1457 s-a îmbolnăvit și a murit probabil otrăvit la porunca soacrei sale, regina Elena.

### A doua căsătorie
Negocierilor pentru o viitoare căsătorie a Charlottei cu Ludovic de Savoia desfășurate în 1457 s-a opus mama Charlottei, Elena, deoarece era de părere că doi veri primari nu trebuiau să se căsătorească.
Între 1457 și 1458 regina Elena a murit (după Chronique de l'Île de Chypre, la 11 aprilie 1458). Negocierile pentru căsătorie s-au reluat și au fost încheiate, la Torino în 1458, iar Ludovic și-a asumat titlul de principe titular al Antiohiei.

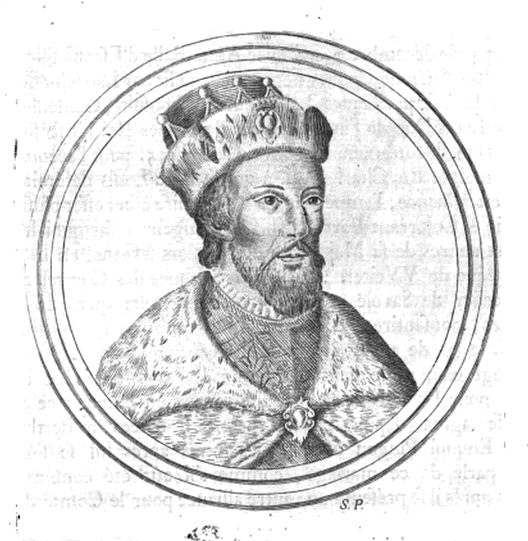
Ludovic de Savoia-Geneva, al doilea soț al Charlottei

Abia la 7 octombrie 1459, a fost celebrată căsătoria dintre Charlotte și vărul ei, Ludovic de Savoia (1436–1482), conte de Geneva și al doilea fiu al ducelui Ludovic I de Savoia și al Annei de Lusignan, fiica regelui Ianus al Ciprului.
Din această căsătorie s-a născut un fiu, Ugo, care a murit la scurt timp după naștere (iulie 1464).

### Domnie
Charlotte a domnit cu înțelepciune, echilibrat, câștigând stima conducătorilor europeni, inclusiv a curților imperiale germane și bizantine. Înzestrată cu perspicacitate și cu simțul responsabilității, ea credea în misiunea ei divină primită de la Dumnezeu. Charlotte a reușit să mențină autonomia regatului și datorită capacității ei înnăscute de a încheia alianțe potrivite.

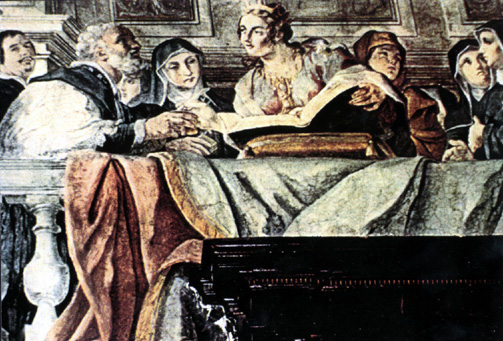
Regina Charlotte a Ciprului (centru)

Charlotte a părăsit regatul în plină prosperitate. A reușit să introducă o reformă fiscală prin care a reușit să identifice, pentru fiecare zonă a insulei, situația averilor pentru calcularea valorii impozabile. Acest sistem, foarte inovator la acea vreme, a fost perfecționat treptat de-a lungul secolelor fiind și astăzi în uz. Reforma fiscală a permis comunității locale obținerea unui venit constant pentru nevoile statului cipriot.

### Destituirea
Fratele vitreg al lui Charlottei, Iacob al II-lea, care încercase să conteste autoritatea surorii sale, după sosirea soțului ei, Ludovic, în Cipru a trebuit să se supună.
Iacob a plecat la Cairo, unde a cerut sultanului flotă și oaste pentru a cuceri Ciprul și între 1460 și 1461 a ocupat insula, cu excepția cetății Kyrenia pe care a asediat-o.
Lăsând o garnizoană pentru a apăra castelul, Charlotte și Ludovic au plecat, să caute ajutor, mai întâi în Rhodos și apoi în Savoia, unde pe 18 iunie 1462 au încheiat un pact cu Ludovic de Savoia și Anna de Lusignan, care stipula că ducilor de Savoia le va reveni Regatul Ciprului în cazul în care ei înșiși nu ar avea urmași.
Odată cu cucerirea cetății Kyrenia în 1464, Charlotte a fost destituită de uzurpatorul ei frate vitreg, Iacob al II-lea, care s-a proclamat rege al Ciprului, cerând și acordul papei de a fi încoronat. Acesta l-a refuzat.
Charlotte a luptat cu tenacitate pentru a recâștiga tronul fără a putea împiedica preluarea insulei de către Republica Veneția. Ea s-a considerat întotdeauna suverana Ciprului, dar neavând moștenitori direcți, în februarie 1485, ea a transmis drepturile ei propriului nepotu, Carol I de Savoia, descendent al ducesei Anna de Lusignan, care s-a angajat să-i asigure un venit de 4300 de florini pe an. Documentul a fost semnat la Roma pe 26 februarie 1485 (reprodus în Histoire de l'île de Chypre sous le règne des princes de la maison de Lusignan, vol. 3). De atunci Casa de Savoia s-a bucurat de acest titlu regal. 

### Ultimii ani și sfârșitul vieții
Fosta regină, devenită din nou văduvă, și-a petrecut ultimii ani ai vieții la Roma, unde a murit la vârsta de 43 de ani, pe 16 iulie 1487. Papa Inocențiu al VIII-lea a dorit ca ea să fie înmormântată în Grotele Vaticanului, unde încă se odihnește printre pontifi și lângă Matilda de Canossa și regina Cristina a Suediei.
Eseiști și poeți au scris rânduri de laudă despre Charlotte, și pentru moderația ei în domeniul justiției, unde a dedicat energie unui cod penal care garanta pedepse sigure, dar umane, vizând recuperarea socială a persoanei. Pedeapsa cu moartea a fost considerată aplicabilă doar trădătorilor statului.